# Bonte dennenschildwants
De bonte dennenschildwants (Holcogaster fibulata) is een wants uit de familie schildwantsen (Pentatomidae). De soort werd in 1831 voor het eerst wetenschappelijk beschreven door Ernst Friedrich Germar.

## Uiterlijke kenmerken
De compact gebouwde, brede schildwants kan 5 tot 9 mm lang worden. De antennes en pootjes zijn donker gekleurd en hebben geen duidelijke
ringen of andere kenmerken. Het lijf is grijs tot zwart van kleur met rode tot roodbruine vlekken op de kop, de vleugels en het borststuk.
De onderkant van de wants is roodachtig tot roze en is bedekt met kleine zwarte stippeltjes.

## Verspreiding en habitat
De soort komt van oorsprong voor in het zuiden van Europa maar rukt op naar het noorden. In 2017 werd de soort voor het eerst in België gesignaleerd en wordt daar sindsdien regelmatig waargenomen. De eerste waarnemingen uit Nederland komen uit Limburg in 2018. In 2019 was Amsterdam de meest noordelijke plek waar de soort werd waargenomen. De soort is nu nog zeldzaam in Nederland maar zal zich naar verwachting de komende jaren over grote delen van Nederland verspreiden.

## Leefwijze
De soort heeft een voorkeur voor dennen die aan de rand van heidevelden staan. De volwassen dieren overwinteren en kunnen derhalve een groot deel van het jaar worden waargenomen.